# 李·阿尔文·杜布里奇
李·阿尔文·杜布里奇（英語：Lee Alvin DuBridge，1901年9月21日—1994年1月23日），美国物理学家和教育家，1946年至1969年担任加州理工学院的主席。